# قاسم خان
قاسم‌ خان (بالفارسية: قاسم‌خان) هي قرية تقع في قسم آذري الريفي (مقاطعة إسفراين) في إيران. يقدر عدد سكانها بـ 308 نسمة .